# Okumura Masanobu
Okumura Masanobu (奥村 政信?) (1686 – 13 de marzo de 1764) fue un pintor y escritor japonés, especializado en el género ukiyo-e. Su nombre de nacimiento era Okumura Shinmyō.

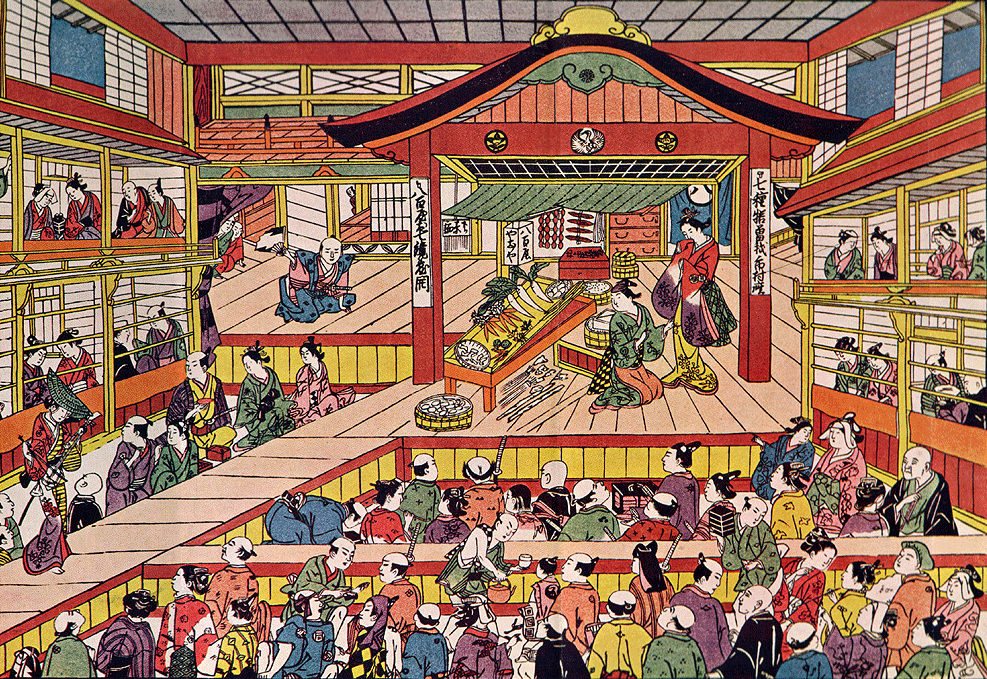
Shibai Ukie, 1741–44.

Era hijo de un pintor, y antes de dedicarse a su oficio fue vendedor de libros y editor. Escribió algunos poemas haiku, aunque es más conocido como pintor. Era probablemente de formación autodidacta, aunque a veces se cita a Hishikawa Moronobu y Torii Kiyonobu como maestros suyos. Cuando inició su carrera, las obras que se realizaban de ukiyo-e eran grabados -generalmente xilografías- monocromos, aunque en su tiempo comenzaron a realizarse grabados en color, proceso al que Masanobu contribuyó enormemente: se le atribuyen la invención del grabado bicolor y tricolor (beni-e), así como el grabado alargado (hashira-e). También dominaba a la perfección otras técnicas, como la aplicación en negro brillante (urushi-e) o en polvo de oro o metal.
En 1724 fundó en Edo su propia editorial, donde fomentó la xilografía policroma. En sus obras representó tanto paisajes como temas históricos, épicos y mitológicos, animales, escenas de género y del teatro kabuki. Algunas de sus estampas, principalmente las de paisaje y arquitectura, muestran la influencia de la perspectiva occidental, introducida poco antes en Japón gracias al comercio con Holanda. En sus imágenes destaca especialmente el rico colorido, con colores brillantes y una gran profundidad sobre todo en la utilización del negro. 
La obra de Masanobu tuvo un gran éxito, originando numerosas falsificaciones ya en vida del artista, lo que motivó que firmase sus obras con una caligrafía especialmente larga y detallada. Fue el fundador de la Escuela Okumura, y tuvo como principal discípulo a Toshinobu, probablemente su hijo.